# Одиночки (фильм, 2000)
«Одиночки» (чеш. Samotáři) — художественный фильм режиссёра Давида Ондржичека снятый по пьесе Петра Зеленки. В фильме снялись относительно неизвестные в то время актёры Иван Троян, Иржи Махачек, Йитка Шнейдерова и Саша Рашилов.

## Сюжет
Семь жителей Праги в возрасте от 23 до 33 лет. Каждый из них олицетворяет какую-либо сторону хаоса в нашей собственной жизни и беспорядок в наших головах. Почти все они пытаются наладить и поддерживать «серьезные» отношения, которые в свою очередь становятся чередой столкновений и приводят к разочарованию, а в конечном итоге — к одиночеству.
Роберт работает в туристическом агентстве и помогает устраивать сцены из повседневной жизни «обычных» чешских семей в качестве аттракциона для японских туристов. Он также работает в качестве своего рода свахи. Он помогает своей подруге Ханке расстаться с Питером, диктором независимой радиостанции, который пытается захватить «реальную» жизнь, записывая моменты из «реальности» и воспроизводя их в эфире. Весна приехала в Прагу из Македонии, потому что это, по ее мнению, лучшее место для посадки НЛО, но настоящая причина её приезда несколько иная… Ханку преследует полоумный Ондржей, уважаемый нейрохирург и отец семейства. Через знакомство с ним она встречает Якуба, чья марихуана помогает тому позитивно смотреть на окружающий мир. С другой стороны, курение травки разрушает его кратковременную память и он забывает о том, что у него уже есть девушка. Разочарованная Ханка бежит к своим родителям, только для того, чтобы обнаружить дома двадцать с лишним японских туристов, наблюдающих за тем, как ее родители едят свой ужин…

## В ролях
| Актёр                | Роль         |
| -------------------- | ------------ |
| Лабина Митевская     | Весна        |
| Житка Шнейдерова     | Ханка        |
| Саша Рашилов         | Петр         |
| Иржи Махачек         | Якуб         |
| Иван Троян           | Ондржей      |
| Микулаш Крен         | Роберт       |
| Хана Мацюкова        | мать Ханки   |
| Франтишек Немец      | отец Ханки   |
| Эмма Черна           | мать Роберта |
| Татьяна Вильхельмова | проститутка  |

## Награды
| Год  | Кинофестиваль            | Категория                    | Имя              | Результат |
| ---- | ------------------------ | ---------------------------- | ---------------- | --------- |
| 2000 | Варшавский кинофестиваль | Приз зрительских симпатий    | «Samotáři»       | Победа    |
| 2000 | Премия «Чешский лев»     | Лучший фильм                 | «Samotáři»       | Номинация |
| 2000 | Премия «Чешский лев»     | Лучший режиссер              | Давид Ондржичек  | Номинация |
| 2000 | Премия «Чешский лев»     | Лучший актёр                 | Иван Троян       | Номинация |
| 2000 | Премия «Чешский лев»     | Лучшая актриса второго плана | Лабина Митевская | Номинация |
| 2000 | Премия «Чешский лев»     | Лучший актёр второго плана   | Иржи Махачек     | Победа    |
| 2000 | Премия «Чешский лев»     | Лучший сценарий              | Петр Зеленка     | Номинация |
| 2000 | Премия «Чешский лев»     | Лучший оператор              | Рихард Рержих    | Номинация |
| 2000 | Премия «Чешский лев»     | Лучший монтаж                | Михал Ланский    | Номинация |
| 2000 | Премия «Чешский лев»     | Лучший звук                  | Павел Рейхолец   | Номинация |
| 2000 | Премия «Чешский лев»     | Лучшая музыка                | Ян П. Мухов      | Номинация |